# Antiquitates Italicae Medii Aevi
Le Antiquitates Italicae Medii Aevi ("Antichità italiane del Medioevo") sono un corposo trattato in 6 volumi scritto in latino da Ludovico Antonio Muratori negli anni 1738-1742.

## Genesi e composizione
Negli anni venti del XVIII secolo Ludovico Antonio Muratori iniziò a raccogliere documenti vari per studiare il millennio che precedette l'epoca del Rinascimento e del Barocco, con l'intenzione iniziale di realizzare solo un'appendice diplomatica, come scriverà all'amico Gottfried Wilhelm von Leibniz nel 1714. Infatti all'inizio delle Antiquitates, il Muratori, presenta l'opera come un insieme di "dissertazioni": «Dissertationes de moribus, ritibus, religione, regimine, magistratibus, legibus, studiis literarum, artibus, lingua, nummis, principibus, libertate, servitute, foederibus, allisque faciem et mores Italici populi referentibus post declinationem Romani Imperii ad annum usqe MD».
Per la stampa dell'opera fu fondata a Milano la Società Palatina nel Palazzo Reale, gestita da Filippo Argelati. Un elenco iniziale di cronache italiche fu pubblicato nel 1721, con analisi dei manoscritti medievali provenienti dalla Biblioteca Ambrosiana e dall'Estense; successivamente il progetto si ampliò, il Muratori consultò manoscritti anche francesi e tedeschi, e di altre terre dell'Italia, facenti parte del Regno di Napoli, manoscritti «rigorosamente anteriori al XVI secolo» e coevi ai fatti narrati, prediligendo soprattutto i Chronicon delle abbazie, studiando archivi monastici e nobiliari.
Secondo lo storico Sergio Bertelli, il Muratori fu uno dei primi storici italiani a sprovincializzare la ricerca storica del Paese; inoltre nella ricerca espunse le notizie non attendibili, dato che molti storici del Medioevo, ma anche dell'epoca rinascimentale, tendevano a falsificare notizie, a ingigantirle o deformarle, o a sbagliare perfino nella trascrizione di documenti o di lapidi romane e greche. Malgrado gli ultimi tomi delle Antiquitates presentino una certa trasandatezza nella raccolta del materiale, dato che il Muratori attendeva ad altre opere, questi tomi furono felicemente valutati dalla critica; Benedetto Croce le definiva una «vera e propria Kulturgeschichte Italiens im Mittelalter».

## Organizzazione dell'opera

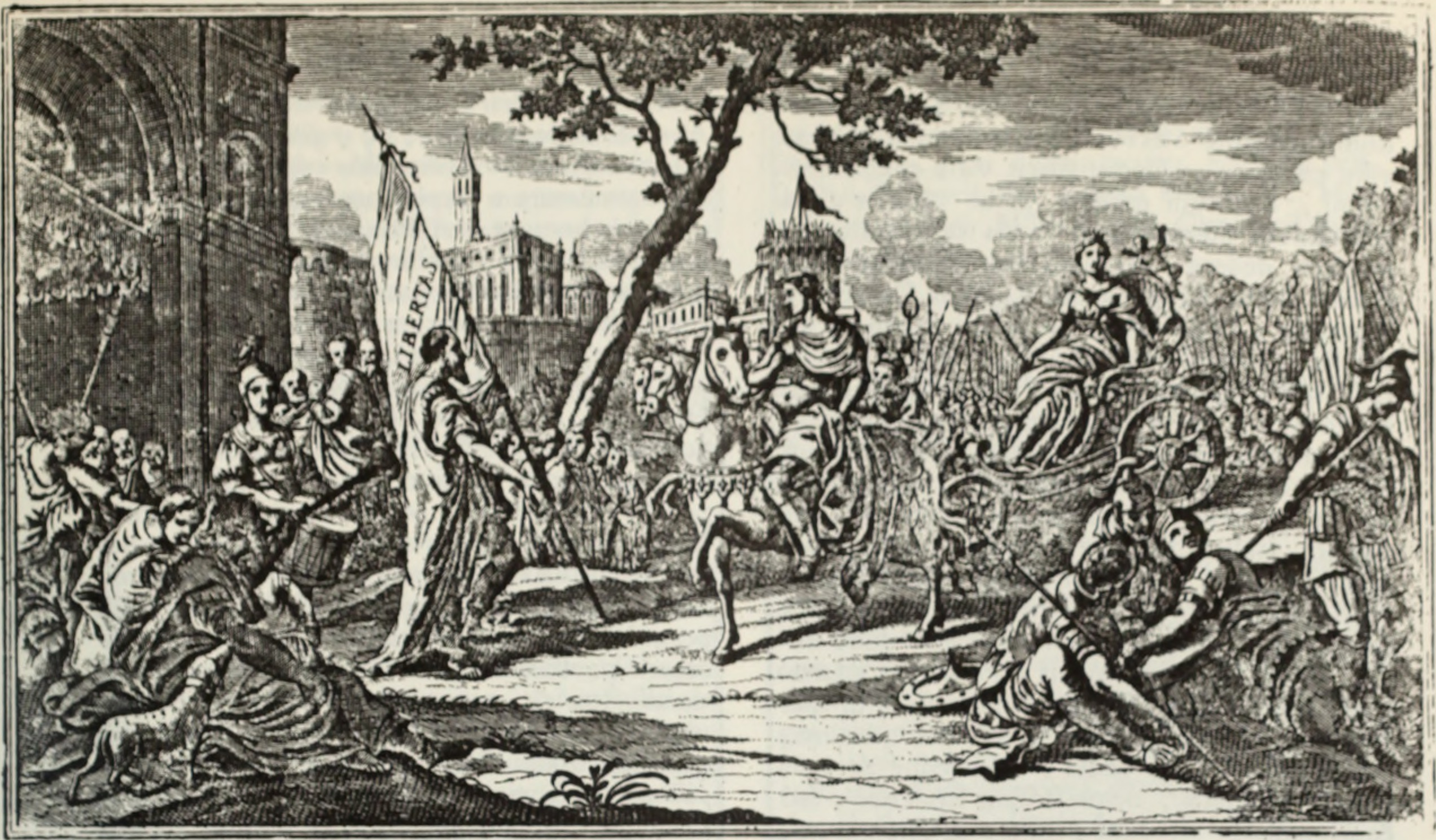
Miniatura allegorica contenuta nelle Antiquitates, la battaglia campale di Bazzano della guerra dell'Aquila (anni 1423-1424), mostrante l'ingresso fastoso in città della regina del Regno di Napoli Giovanna II d'Angiò-Durazzo e del capitano di ventura Jacopo Caldora accolti dal governatore Antonuccio Camponeschi dopo la sconfitta di Braccio da Montone

Alcune sezioni, come quelle sui liberi comuni e i centri feudali non sono precisissime; nelle ultime opere il Muratori sembra abbandonare l'interesse verso i fatti storici, specialmente per il XV e il XVI secolo. Le invasioni barbariche del V-IX secolo sono viste come un evento decisivo per il passaggio dalla caduta dell'Impero romano d'Occidente alla ricostituzione con Carlo Magno del Sacro Romano Impero. Seguendo i documenti, trascrivendoli minuziosamente insieme ai Chronicon delle abbazie, il Muratori si sofferma di più sulla descrizione di usanze, leggi, pratiche religiose, signorie, spettacoli, tradizioni, ecc.
L'opera muratoriana è divisa in 75 dissertazioni distribuite nei 6 volumi che la compongono.
L'opera è leggibile in ristampa anastatica della 1ª edizione di Milano del 1738-1742, edita da Arnaldo Forni a Bologna.

## Tomi del trattato
- (LA) Antiquitates italicæ medii ævi, vol. 1, Milano, Tipografia della Società Palatina, 1738.
- (LA) Antiquitates italicæ medii ævi, vol. 2, Milano, Tipografia della Società Palatina, 1739.
- (LA) Antiquitates italicæ medii ævi, vol. 3, Milano, Tipografia della Società Palatina, 1740.
- (LA) Antiquitates italicæ medii ævi, vol. 4, Milano, Tipografia della Società Palatina, 1741.
- (LA) Antiquitates italicæ medii ævi, vol. 5, Milano, Tipografia della Società Palatina, 1741.
- (LA) Antiquitates italicæ medii ævi, vol. 6, Milano, Tipografia della Società Palatina, 1742.